# Linköping HC
O Linköping HC ( PRONÚNCIA) é um clube sueco de hóquei no gelo, sediado na cidade de Linköping, no centro do país. 
Os seus jogos em casa são disputados no Saab Arena, com capacidade para 8 500 pessoas. 
As cores do clube são: azul, branco e vermelho. 
Foi fundado em 1976, a partir da secção de hóquei no gelo do clube BK Kenty, iniciada em 1946. 
Foi vice-campeão da Suécia em 2007 e 2008. 
Atualmente (2023) disputa a Liga Sueca de Hóquei no Gelo, a primeira divisão do hóquei no gelo da Suécia. 

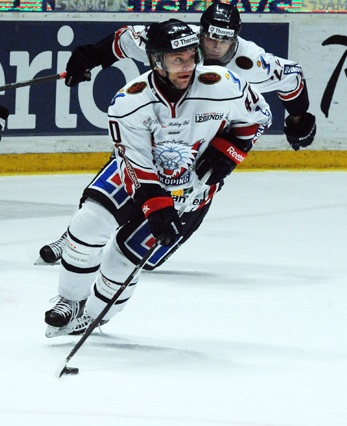
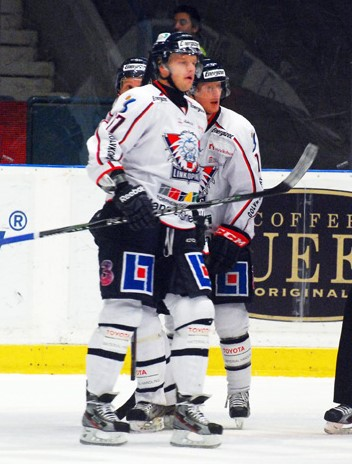